# 岐阜県道152号岐阜各務原線
岐阜県道152号岐阜各務原線（ぎふけんどう152ごう ぎふかかみがはらせん）は、岐阜県岐阜市から同県各務原市に至る一般県道である。

## 概要
岐阜市と各務原市を結ぶ県道で、岐阜市の古くからの官公庁街（西野町、京町、司町など）をとおり、鶯谷トンネルを経由し、高山本線、名古屋鉄道各務原線を跨ぎ、国道21号に至る。
鶯谷トンネルは戦前に着工したが、太平洋戦争のため中断。1947年（昭和22年）に開通している。しかし、狭いことと老朽化が激しく、1972年（昭和47年）、すぐ南側に新鶯谷トンネルが開通する。旧鶯谷トンネルは下り（東進）専用、新鶯谷トンネルは上り（西進）専用である。歩行者用通路は旧鶯谷トンネル側にある。
かつては岐阜県岐阜総合庁舎（1924年から1966年の岐阜県本庁舎）が起点であった。

### 路線データ
岐阜県法規集に基づく起終点および経過地は次のとおり
- 起点：岐阜市（真砂町3交差点＝国道157号・国道303号重複交点）
- 終点：各務原市（金属団地前交差点＝国道21号・岐阜県道93号川島三輪線重複交点）

## 路線状況

### 道路施設
- 鶯谷トンネル

## 地理

### 通過する自治体
- 岐阜県
岐阜市 - 各務原市

### 交差する道路
岐阜市
- 国道157号（国道303号重複）：真砂町3交差点（起点）
- 岐阜県道151号岐阜羽島線：裁判所前交差点
- 国道256号：今小町交差点
- 国道248号：金園町9交差点 - 北一色1交差点（重複）
- 岐阜県道92号岐阜巣南大野線：金園町9交差点 - 北一色7東交差点（重複）
- 国道156号：北一色1交差点
- 岐阜県道205号長森各務原線：北一色7東交差点 - 琴塚2西交差点（重複）
- 岐阜県道77号岐阜環状線：琴塚2西交差点 - 水海道3交差点（重複）

各務原市
- 国道21号（岐阜県道93号川島三輪線重複）：金属団地前交差点（終点）

### 沿線
- 旧・岐阜総合庁舎
- 岐阜市役所新庁舎
- みんなの森 ぎふメディアコスモス
- NHK岐阜放送局
- 岐阜市民会館
- 岐阜地方裁判所
- 鶯谷中学校・高等学校
- 旧・岐阜県立岐阜女子商業高等学校
  - 1963年4月 - 2005年3月。2005年4月に合併で県立各務野高校岐女商校舎。2007年4月、各東校舎（旧：各務原東高校）に統一のため閉校。
- 那加駅
- 新那加駅
- 金属団地